# Lagoa do Tocantins
Lagoa do Tocantins là một đô thị thuộc bang Tocantins, Brasil. Đô thị này có diện tích 911,336 km², dân số năm 2007 là 3181 người, mật độ 3,49 người/km².